# 蒙松伊斯
蒙松伊斯是巴西圣保罗州的一个市镇。总面积104.494平方公里，总人口2016人，人口密度19.3人/平方公里。